# Année internationale des légumineuses
Pour les articles homonymes, voir AIL.

Logo de l'année internationale des légumineuses 2016

2016 a été déclarée année internationale des légumineuses (AIL) par la soixante-huitième session (en) de l'Assemblée générale des Nations unies le 20 décembre 2013.
L'organisation des Nations unies pour l'alimentation et l'agriculture (FAO) a été désignée pour organiser une année internationale des légumineuses.

## Objectif
La FAO vise à faire prendre conscience à la population de la valeur nutritive des légumineuses et de leur contribution à une alimentation plus durable ainsi qu'à la sécurité alimentaire.
L'année internationale devrait faciliter la coopération des systèmes de production alimentaire pour mieux utiliser les protéines des légumineuses. Elle devrait également promouvoir la production de légumineuses dans le monde, améliorer la rotation des cultures ainsi que les échanges commerciaux de légumineuses

« La désignation d'une Année internationale fournit une occasion sans précédent pour sensibiliser et pour célébrer le rôle des haricots, pois chiches, lentilles et autres légumineuses dans l'alimentation mondiale. Plus important encore, ce sera un moment de galvanisation pour rassembler des acteurs-clés afin de promouvoir la contribution apportée par les légumineuses à la santé, à la nutrition et à la durabilité »

— Global Pulse Confederation